# 377 км (зупинний пункт)
377 км — пасажирська зупинна залізнична платформа Лиманської дирекції Донецької залізниці.
Розташована на сході смт. Удачне, Покровський район, Донецької області на лінії Покровськ — Чаплине між станціями Покровськ (13 км) та Удачна (3 км).
На платформі зупиняються приміські електропоїзди.